# Hitler's Children

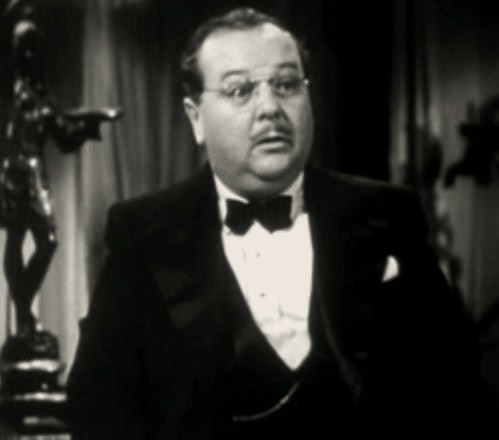
Lloyd Corrigan entrou para o cinema em 1925 como ator, mas logo passou a escrever roteiros. Começou a dirigir no início da década seguinte, sem maiores resultados. Gorducho e baixinho, voltou então a atuar, interpretando personagens joviais ou cheios de ansiedade.

Hitler's Children é um filme estadunidense de 1943, do gênero drama, dirigido por Edward Dmytryk e estrelado por Tim Holt e Bonita Granville.
Propaganda antinazista, o filme foi um dos maiores sucessos da RKO Radio Pictures em todos os tempos, talvez o maior. Produzido com meros duzentos e cinco mil dólares, o filme recolheu aos cofres do estúdio $3,355,000, mais do que renderam Top Hat, King Kong e Little Women. Tanto o roteirista Emmet Lavery quanto o diretor Dmytryk foram mimoseados pela RKO com cinco mil dólares, a título de gratificação.
O filme é baseado no livro Education for Death, de Gregor Ziemer, um catálogo dos horrores do nazismo escrito no limiar da Segunda Guerra.

## Sinopse
Na Alemanha Nazista, as jovens têm de se deixar engravidar por homens arianos para manter a pureza da raça. Anna Miller, educada nos EUA, recusa-se a cooperar e é perseguida a ponto de ser açoitada em praça pública. Ao presenciar tanta infâmia, seu namorado, o Tenente Karl Bruner, finalmente abre os olhos e procura defendê-la. Com isso, ele assina a sentença de morte de ambos.

## Elenco
| Ator/Atriz       | Personagem          |
| ---------------- | ------------------- |
| Tim Holt         | Tenente Karl Bruner |
| Bonita Granville | Anna Miller         |
| Kent Smith       | Professor Nichols   |
| Otto Kruger      | Coronel Henkel      |
| H. B. Warner     | Bispo               |
| Lloyd Corrigan   | Franz Erhart        |
| Erford Gage      | Doutor Schmidt      |
| Hans Conried     | Doutor Graf         |
| Gavin Muir       | Major nazista       |
| Nancy Gates      | Brenda              |